# De arte phisicali et de cirurgia

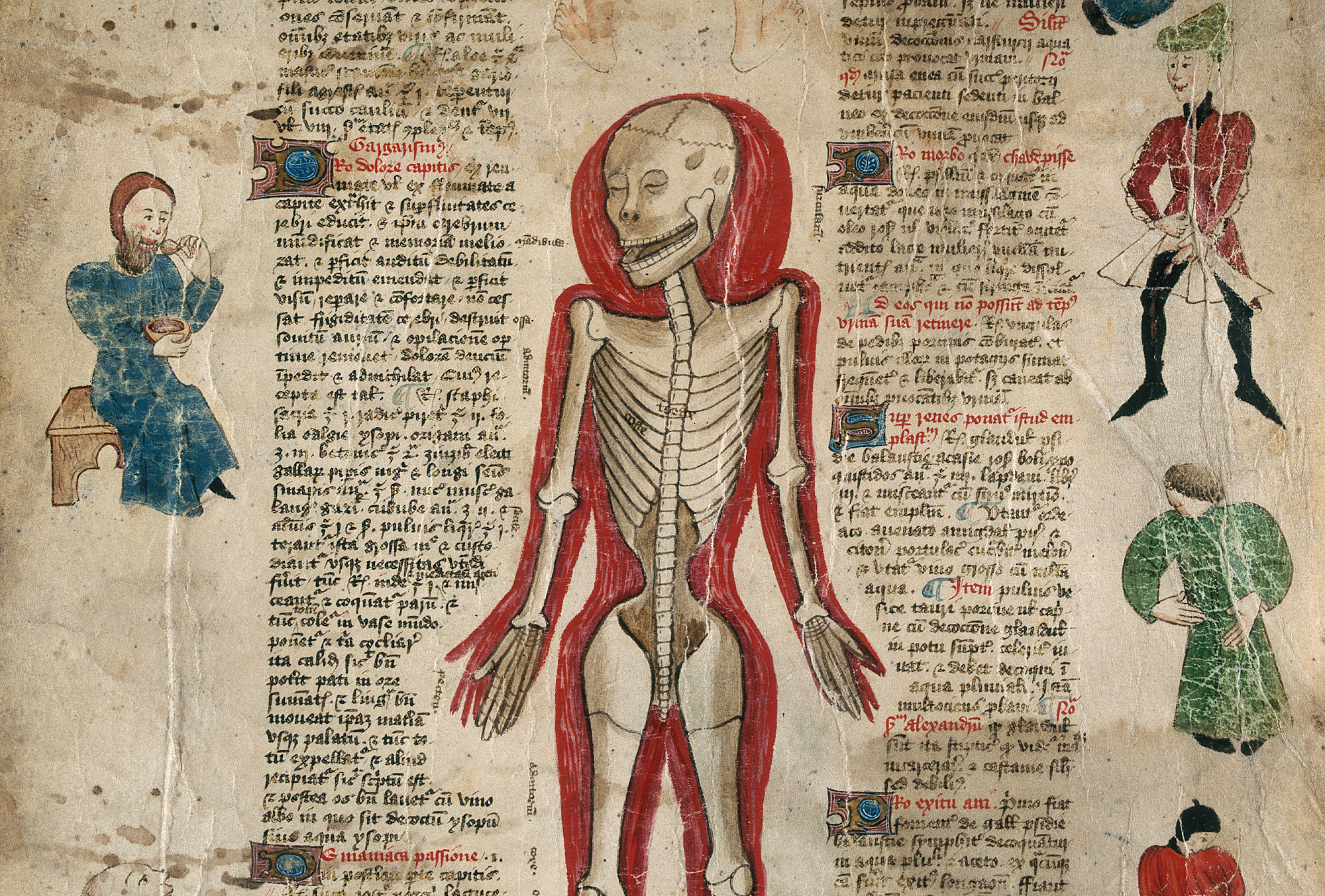
Detalj ur handskriften

De arte phisicali et de cirurgia är en medeltida handskrift på pergament med latinsk text och illustrerad med ett stort antal bilder med huvudsakligen anatomiska och kirurgiska motiv. Den är författad av John Arderne och finns i Kungliga biblioteket i Stockholm.
John Ardernes lärobok i kirurgi och medicin är skriven på en 542 cm lång och 36 cm bred rulle, som består av tolv hopklistrade pergament som lodrätt rullas upp. Rullens text är skriven på tvären i två långa spalter och illustrerad med ett antal små bilder i de yttre marginalerna och ett tjugotal större bilder mellan spalterna. Dessutom finns även bilder på rullens baksida. Typen kallas på latin rotulus. Den var inte så vanlig under medeltiden och användes framför allt i arkivsammanhang för olika slags listor (jämför det svenska ordet ”rulla”) men även för vissa liturgiska texter och historiska verk.
John Arderne (1307/8-omkr. 1378) var en engelsk läkare med internationellt anseende. Han arbetade som kirurg i Newark och London. Sina kunskaper förvärvade han möjligen som fältskär under det 100-åriga kriget. Mot slutet av sitt liv författade han ett antal medicinska skrifter som spreds både som separata traktater och som traktatsamlingar. Ardernes arbeten präglades av hans egna praktiska erfarenheter. De vann stort popularitet och översattes snabbt från latin till engelska.
Stockholmsrullen, daterad till omkring 1425-35, innehåller en förkortad version av Ardernes två traktater De arte phisicali et de cirurgia och Fistula in ano, som behandlar ändtarmens besvär, samt en traktat i obstetrik av en annan författare. Dessa skrifter, i synnerhet Fistula in ano, var mycket spridda under medeltiden.
Både De arte phisicali et de cirurgia och Fistula in ano finns bevarad i ett antal handskrifter som ofta är illustrerade efter ett bestämt bildprogram, ibland efter författarens uttryckliga bildanvisningar. Stockholmsrullens bilder följer dock inte programmet. Små bilder i marginalerna som illustrerar texten visar personer som drabbats av olika krämpor, ibland visas bara de angripna kroppsdelarna. Mellan spalterna finns dels fyra stora, stående figurer som åskådliggör kroppens olika system (artärerna, skelett, nervsystem och inre organ), dels instrument för operation av anala fistlar och deras användningsområde. Dessutom finns en bild på en kvinna i barnsäng och femton teckningar av foster, därav en av tvillingsfoster.
På rullens baksida finns fyra anatomiska figurer som illustrerar en öppen kropp avbildade bakifrån samt en bild av fisteloperation och tre operationsinstrument.
Handskriftens konstnär är inte känd. Hans bilder av den öppnade kroppen, som troligen baserades på egna intryck från obduktioner är högst originella och unika för medeltiden. 
Stockholmsrullens påkostade utseende tyder på en förmögen uppdragsgivare. Möjligen var det den engelska prinsessa Filippa, som 1406 gifte sig med Erik av Pommern. John Arderne var husläkare åt hennes farfar. 
Handskriften hittades i Skåne på 1700-talet och inköptes för statssamlingarna.